# サンショウソウ
サンショウソウ（山椒草、Pellionia minima）は、イラクサ科サンショウソウ属の多年草。

## 概要
日本固有種で本州の関東以西、四国、九州、種子島、屋久島、奄美大島及び沖縄島に分布する。山地の湿った森林内や河川沿い等に生育する。名前は平面的に葉の並んだ枝先をサンショウの複葉に見立てたものだろう。
多年草で、茎の基部は這い回り、先端部は斜上し、高さ15cm程度。葉は互生で、平面上に並ぶ。黒みを帯びた深緑で長さ1cm程度、歪状楕円形、葉縁に3〜5対の鈍鋸歯を持つ。雌雄異株。雄花序には柄があり、雄花の色は紫褐色で、雌花序には柄が無く、雌花の色は淡い緑色。
沖縄県の沖縄島が本種の南限である。
開発による森林伐採等で自生地、個体数が減少している。

## 保護上の位置づけ
生育地である下記の地方公共団体が作成したレッドデータブックにも掲載されている。
- 福井県：要注目
- 鳥取県：絶滅危惧I類
- 岡山県：準絶滅危惧
- 沖縄県：絶滅危惧II類